# Seducción publicitaria
La seducción publicitaria es uno de los factores discursivos utilizados en publicidad que remite a un enfoque irracional, fugaz y que interpela el deseo del espectador. A diferencia de la persuasión, el objetivo fundamental de la seducción en publicidad es estimular el deseo, para lo cual prescinde de la argumentación lógica. 
El objeto del anuncio pasa a un segundo plano dando el protagonismo al mensaje en sí. Las cualidades del objeto e incluso su aspecto. Los elementos más frecuentes de los mensajes seductores son la inseguridad, la irracionalidad, la fugacidad y la ambigüedad, etc.

## Características
La seducción publicitaria se basa en espacios fantásticos, inconcretos y abstractos. La brevedad del mensaje aumenta la seducción. El lenguaje verbal pierde su importancia o queda subordinado a las imágenes, que actúan como el principal vehículo de seducción. El uso de la metáfora prevalece sobre la metonimia.